# U.S. Route 501

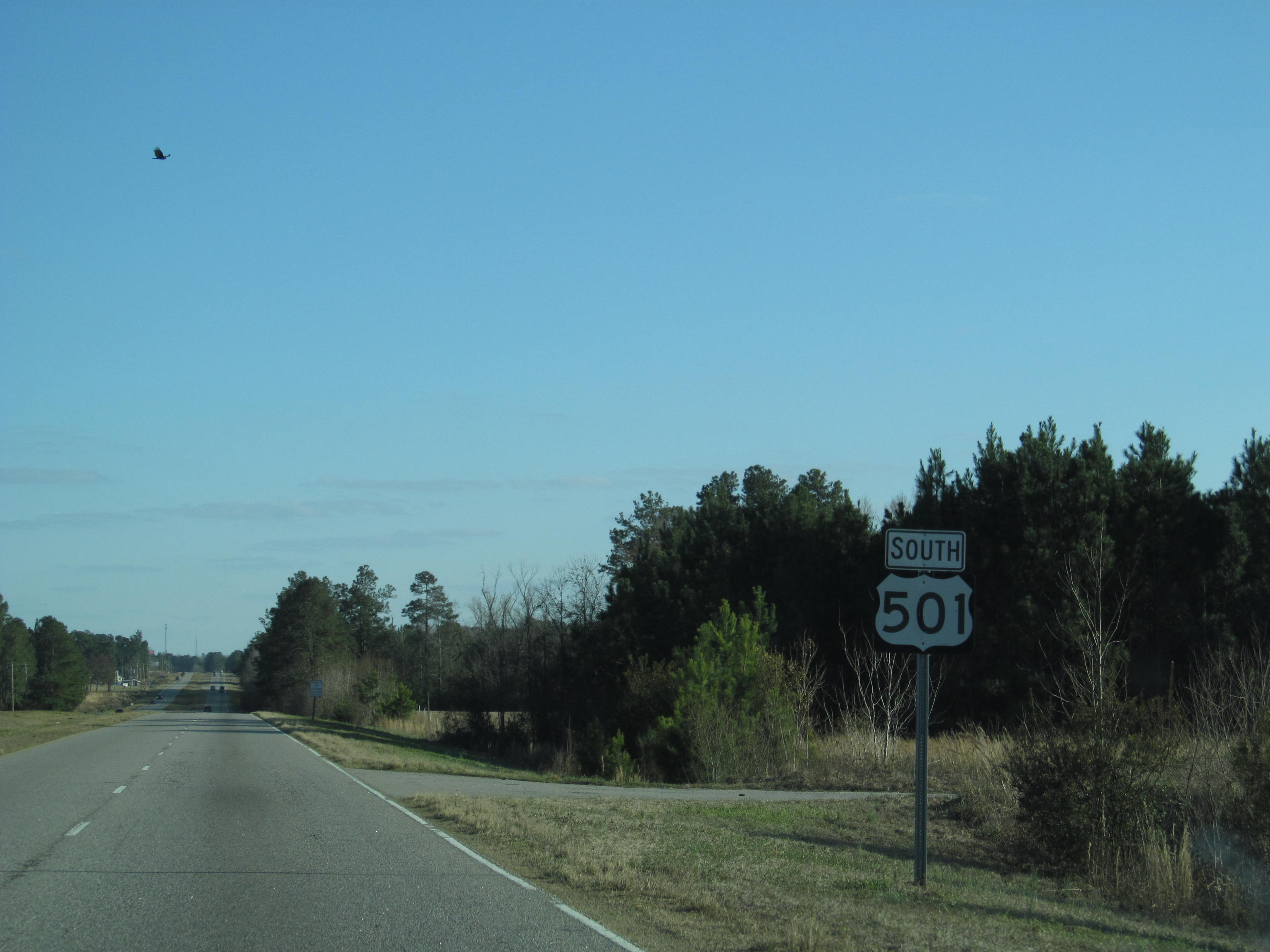
Vue de la route en Caroline du Sud.

La U.S. Route 501 (US 501) est une US Route auxiliaire de la US 1. Elle parcourt 355 miles (571 km) depuis Myrtle Beach, Caroline du Sud jusqu'à Buena Vista, Virginie, en passant par la Caroline du Nord.

## Description du tracé
|       | mi  | km  |
| ----- | --- | --- |
| SC    | 74  | 119 |
| NC    | 211 | 340 |
| VA    | 145 | 233 |
| Total | 430 | 690 |

### Caroline du Sud
La US 501 débute à l'intersection avec N. Kings Highway (US 17 Bus.) au centre-ville de Myrtle Beach. Elle emprunte Main Street vers le nord-ouest. Elle se dirige dans cette direction alors qu'elle quitte la ville. Elle passe par Red Hill, Conway, Aynor, Marion et Latta. À Latta, elle rejoint la US 301 vers le nord-est. Le multiplex longe l'I-95 jusqu'à la frontière de la Caroline du Nord. À la frontière, un .changeur permet d'accéder à l'autoroute.

### Caroline du Nord
La US 501 entre en Caroline du Nord en multiplex avec la US 301 à l'échangeur avec l'I-95, au sud de Rowland. C'est dans cette municipalité que les routes se séparent. La US 501 prend la direction nord-ouest jusqu'à Laurinburg, en passant par Raemon. Elle rejoint brièvement l'I-74 / US 74 vers l'ouest puis, la US 15 / US 401 vers le nord. Ensemble, la US 15 / US 401 / US 501 contourne Laurinburg et la US 401 quitte rapidement le multiplex. La US 15 / US 501 continue vers le nord jusqu'à Aberdeen. Là, la US 1 rejoint le multiplex dans la ville. Au nord d'Aberdeen, la US 15 / US 501 se sépare de la US 1 et se dirige vers le nord-ouest. Elle atteint Carthage et bifurque vers le nord-est. Au sud de Sanford, elle rejoint à nouveau la US 1 et les routes prennent la direction nord jusqu'à Sanford. Au nord de la ville, la US 15 / US 501 se sépare de la US 1 pour se diriger vers le nord. Elle passe par Pittsboro, bifurque vers le nord-est et atteint Chapel Hill et Durham.
À Durham, elle rejoint l'I-85 pour contourner la ville. C'est également à Durham que la US 501 et la US 15 se séparent. La US 501 quitte l'autoroute au nord de Durham et prend la direction nord. Elle atteint Roxboro avant de bifurquer légèrement vers le nord-est, jusqu'à la frontière de la Virginie.

### Virginie
La US 501 entre en Virginie au sud de Cluster Springs. Elle atteint rapidement South Boston, au nord, et prend la direction nord. Elle passe par Halifax, Brookneal, Rustburg et Lynchburg, où elle contourne la ville en multiplex avec la US 29 / US 460 sur une courte distance. Elle longe ensuite la James River vers le nord-ouest jusqu'à Glasgow où elle bifurque vers le nord-est. Elle atteint la US 60 à Buena Vista et prend fin.

## Intersections majeures
Caroline du Sud
 US 17 Bus. à Myrtle Beach
 US 17 à Myrtle Beach
 US 378 à Conway
 US 76 à Marion
 US 301 à Latta. Les routes forment un multiplex jusqu'à Rowland, Caroline du Nord.
 I-95 près de Dillon
Caroline du Nord
 I-95 près de Rowland
 I-74 / US 74 à Laurinburg. Les routes forment un multiplex dans la ville.
 US 15 / US 401 à Laurinburg. La US 15 / US 501 forment un multiplex jusqu'à Durham. La US 401 / US 501 forment un multiplex dans la ville.
 US 1 à Aberdeen. Les routes forment un multiplex dans la ville.
 US 1 près de Sanford. Les routes forment un multiplex jusqu'au nord de Sanford.
 US 421 à Sanford
 US 64 près de Pittsboro
 I-40 à Chapel Hill
 I-85 / US 70 à Durham. Les routes forment un multiplex dans la ville.
 US 158 à Roxboro. Les routes forment un multiplex dans la ville.
Virginie
 US 58 / US 360 à South Boston.
 US 29 / US 460 à Lynchburg. Les routes forment un multiplex dans la ville.
 US 221 à Lynchburg
 US 60 à Buena Vista